# キラニ・ジェームス
キラニ・ジェームス（Kirani James、1992年9月1日 - ）は、グレナダの首都セントジョージズ生まれの陸上競技選手。400mを専門にしている。ジェームスは現地ではその戦績から、グレナダと同じカリブ諸国出身のジャマイカのウサイン・ボルトにあやかって「ボルト2世」とも呼ばれている。
ジェームスは2007年に行われた世界ユース選手権において、14歳の年齢別世界最高（当時）となる46秒96をマークして銀メダルを獲得した。さらにジェームスは翌年の世界ジュニア選手権において、15歳の年齢別世界最高となる45秒70で銀メダルを獲得している。14歳での46秒台、15歳での45秒台は共に史上初となった。2009年4月、自己ベストを45秒45に短縮し、世界選手権のA標準を早くも突破した。同年7月、ジェームスはイタリアのブレッサノーネで開催された第6回世界ユース選手権で大会初の200m&400mの2冠に輝いた。記録も21秒05&45秒24でともに自己ベストで、400mは大会新記録となった。2010年5月にも45秒01の17歳の年齢別世界最高（当時）をマークしている。ジェームスは同年7月、世界ジュニア選手権の400mでも優勝を果たした。
2011年、ジェームスは世界ランク1位で世界陸上選手権初出場で決勝に進出した。この400mはアメリカのラショーン・メリットが金メダルの最有力候補だったが、ジェームスはゴール直前でそのメリットをかわして優勝、男子短距離では大会初の10代の世界王者となった。なお、優勝記録の44秒60は18歳世界最高記録（当時）であった。ジェームスはこの年齢で世界大会の決勝で自己ベストを出すなど、名実共に優れた成績を残している。
2012年ロンドンオリンピックの開会式でジェームスはグレナダ選手団の旗手を務め、陸上男子400mで優勝しグレナダにオリンピック初の金メダルをもたらした。2016年リオデジャネイロオリンピックは銀メダル、2021年に開催された東京オリンピックでは銅メダルを獲得し3大会連続のメダル獲得となった。
2022年7月23日、オレゴンで行わた世界陸上選手権の男子400mに出場し決勝でマイケル・ノーマンに次ぐ2位となりこれで五輪・世界陸上の金・銀・銅メダルをすべてコンプリートした。

## 年次ベスト
| 年     | 種目 | 記録   | 日付          | 備考                     |
| ------ | ---- | ------ | ------------- | ------------------------ |
| 2007年 | 400m | 46秒96 | 2007年7月13日 | 14歳世界最高記録（当時） |
| 2008年 | 200m | 21秒38 | 2008年3月24日 |                          |
|        | 400m | 45秒70 | 2008年7月10日 | 15歳世界最高記録         |
| 2009年 | 200m | 21秒05 | 2009年7月12日 |                          |
|        | 400m | 45秒24 | 2009年7月10日 |                          |
| 2010年 | 200m | 20秒76 | 2010年4月5日  |                          |
|        | 400m | 45秒01 | 2010年5月16日 | 17歳世界最高記録（当時） |
| 2011年 | 200m | 20秒41 | 2011年4月16日 |                          |
|        | 400m | 44秒36 | 2011年9月8日  |                          |
| 2012年 | 400m | 43秒94 | 2012年8月6日  |                          |
| 2013年 | 400m | 43秒96 | 2013年7月6日  |                          |
| 2014年 | 200m | 20秒63 | 2014年5月11日 |                          |
|        | 400m | 43秒74 | 2014年7月3日  |                          |
| 2015年 | 400m | 43秒78 | 2015年8月26日 |                          |
| 2016年 | 400m | 43秒76 | 2016年8月14日 |                          |
| 2017年 | 400m | 45秒44 | 2017年4月8日  |                          |
| 2018年 | 400m | 44秒35 | 2018年6月9日  |                          |
| 2019年 | 400m | 44秒23 | 2019年10月2日 |                          |